# Paraños
Paraños (oficialmente Santa María de Paraños) es una parroquia española del municipio de Covelo, perteneciente a la provincia de Pontevedra, en la comunidad autónoma de Galicia.

## Historia
Hacia mediados del siglo XIX, el lugar, por entonces referido como una feligresía, tenía contabilizada una población de 540 habitantes. Aparece descrito en el duodécimo volumen del Diccionario geográfico-estadístico-histórico de España y sus posesiones de Ultramar de Pascual Madoz con las siguientes palabras:

PARAÑOS (Santa Maria): felig. en la prov. de Pontevedra (6 leg.), part. jud. de Cañiza (2), dióc. de Tuy (5). ayunt. de Cobelo 1/2): sit. en llano á la caida de los terrenos quebrados de Prado de la Canda y Lamosa; reinan con mas frecuencia los vientos del NO. y SE; clima templado y sano. Tiene 121 casas en los l. de Atrio, Bergando, Campo, Condes, Cotarel, Fontaiñas, Margarida, Medelas, Moeiros, Outeiro, Portocortiñas, Picoto, Quinteiro y Roupeiro; hay escuela de primeras letras frecuentada por 20 á 30 niños. La igl. parr. (Sta. Maria) está servida por 1 cura de primer ascenso y patronato lego: el edificio es de buena arquitectura y con un bonito atrio. Confina el térm. N. Cobelo; E. Meirol; S. Campo de Mouro, y O. Lamosa y Prado de Canda: le cruza el r. de Prado, que nace en la Mosa y se dirige por el S. á Campo de Mouro. El terreno es de mediana calidad: atraviesa por esta felig. el camino de Puente de San Pelayo á la Franqueira: el correo se recibe de Puenteareas. prod.: pastos, heno, maiz, algun centeno y patatas, se cria ganado vacuno y mular; caza de liebres, conejos y perdices, y alguna pesca de truchas. ind.: la agrícola, con 8 molinos harineros y arriería. pobl.: 116 vec., 540 alm. contr.: con su ayunt. (V.).
(Madoz, 1849, p. 689)

En 2022, tenía empadronados 199 habitantes.

## Patrimonio
Hay en la parroquia una iglesia de Santa María.